# Matchingtheorie
In der Makroökonomik ist die Matchingtheorie (im Englischen auch als search and matching theory bezeichnet) ein mathematischer bzw. spieltheoretischer Theorierahmen, der die Herausbildung wechselseitig vorteilhafter Beziehungen über die Zeit beschreibt, wobei Dauer und Intensität der Suche das Matching (die Passgenauigkeit) von Angebot und Nachfrage verbessern können. 
Ein Begründer der Theorie ist Peter A. Diamond. 

## Anwendungen
Die Theorie kann auf alle Märkte angewandt werden, bei denen Suchprozesse eine zentrale Rolle spielen. Besondere Bedeutung erlangt sie Matchingtheorie für unvollkommene Märkte, die durch Informationsdefizite, Unsicherheit und Friktionen gekennzeichnet sind. Dale Mortensen und Christopher Pissarides wendeten die Theorie in den 1980er Jahren systematisch auf den Arbeitsmarkt an, wofür sie 2010 zusammen mit Peter A. Diamond mit dem Nobelpreis für Wirtschaftswissenschaften ausgezeichnet wurden. Auch auf den Immobilienmarkt oder den Heiratsmarkt ist sie anwendbar.

## Weiterführende Literatur
- P. A. Diamond: A Model of Price Adjustment, in: Journal of Economic Theory, Vol. 3 (1971), S. 158–168.
- D. T. Mortensen: Job Search, the Duration of Unemployment and the Phillips Curve, in: American Economic Review, Vol. LX (1970), S. 847–862.
- D. T. Mortensen, C. A. Pissarides: Job Matching, Wage Dispersion, and Unemployment, hrsg. von K. Tatsiramos und K. F. Zimmermann, Oxford University Press (2011).
- C. A. Pissarides: Job Matchings with State Employment Agencies and Random Search, in: Economic Journal, Vol. 89 (1979), S. 818–833.

- C. A. Pissardes (2000): Equilibrum Unemplyment Theory. ISBN 0262161877